# Giải bóng đá hạng nhì quốc gia Cộng hòa Síp 1971–72
Giải bóng đá hạng nhì quốc gia Cộng hòa Síp 1971–72 là mùa giải thứ 17 của bóng đá hạng nhì Cộng hòa Síp. Evagoras Paphos giành danh hiệu thứ 2.

## Thể thức thi đấu
Có 14 đội tham gia Giải bóng đá hạng nhì quốc gia Cộng hòa Síp 1971–72. Tất cả các đội đều thi đấu 2 trận, một trân sân nhà và một trận sân khách. Đội nhiều điểm nhất sẽ lên ngôi vô địch. Ba đội đầu bảng thăng hạng Giải bóng đá hạng nhất quốc gia Cộng hòa Síp 1972–73.

### Hệ thống điểm
Các đội bóng nhận được 2 điểm cho một trận thắng, 1 điểm cho một trận hòa và 0 điểm cho một trận thua.

## Thay đổi so với mùa giải trước
Các đội thăng hạng Giải bóng đá hạng nhất quốc gia Cộng hòa Síp 1971–72
- APOP Paphos FC

Các đội xuống hạng Giải bóng đá hạng ba quốc gia Cộng hòa Síp 1971–72
- LALL Lysi

Các đội xuống hạng từ Giải bóng đá hạng nhất quốc gia Cộng hòa Síp 1970–71
- ASIL Lysi

Các đội thăng hạng từ Giải bóng đá hạng ba quốc gia Cộng hòa Síp 1970–71
- Keravnos Strovolou FC
- Ethnikos Achna FC

Hơn nữa, Enosis Panelliniou-Antaeus Limassol (EPAL) hợp nhất với Aris Limassol FC.

## Bảng xếp hạng
| Vị thứ | Đội                    | St. | T. | H. | B. | BT. | BB. | BT. | Đ. | Ghi chú                                                                  |
| ------ | ---------------------- | --- | -- | -- | -- | --- | --- | --- | -- | ------------------------------------------------------------------------ |
| 1      | Evagoras Paphos        | 22  | 14 | 7  | 1  | 50  | 21  | 29  | 35 | Vô địch-thăng hạng Giải bóng đá hạng nhất quốc gia Cộng hòa Síp 1972–73. |
| 2      | ASIL Lysi              | 22  | 10 | 9  | 3  | 48  | 24  | 24  | 29 | Thăng hạng Giải bóng đá hạng nhất quốc gia Cộng hòa Síp 1972–73.         |
| 3      | Aris Limassol FC       | 22  | 12 | 5  | 5  | 49  | 26  | 23  | 29 | Thăng hạng Giải bóng đá hạng nhất quốc gia Cộng hòa Síp 1972–73.         |
| 4      | AEM Morphou            | 21  | 11 | 4  | 6  | 40  | 32  | 8   | 26 |                                                                          |
| 5      | Chalkanoras Idaliou    | 22  | 9  | 7  | 6  | 36  | 27  | 9   | 25 |                                                                          |
| 6      | Ethnikos Achna FC      | 22  | 9  | 7  | 6  | 35  | 31  | 4   | 25 |                                                                          |
| 7      | Keravnos Strovolou FC  | 22  | 7  | 5  | 10 | 25  | 29  | −4  | 19 |                                                                          |
| 8      | Orfeas Nicosia         | 22  | 7  | 5  | 10 | 26  | 43  | −17 | 19 |                                                                          |
| 9      | Othellos Athienou FC   | 22  | 7  | 3  | 12 | 27  | 32  | −5  | 17 |                                                                          |
| 10     | PAEEK FC               | 22  | 2  | 10 | 10 | 24  | 40  | −16 | 14 |                                                                          |
| 11     | AEK Ammochostos        | 22  | 5  | 3  | 14 | 25  | 38  | −13 | 13 |                                                                          |
| 12     | ENAD Ayiou Dometiou FC | 22  | 4  | 5  | 13 | 22  | 50  | −28 | 13 |                                                                          |

Hệ thống điểm: Thắng=2 điểm, Hòa=1 điểm, Thua=0 điểm